# ジェイミー・デントナ
ジェームス・ジョセフ・デントナ（James Joseph "Jamie" D'Antona、1982年5月12日 - ）は、アメリカ合衆国コネチカット州グリニッジ出身の元プロ野球選手（内野手）。
姓はメディアによっては英語読みの「ディアントーナ」、イタリア語読みの「ダントーナ」で表記されることもある。日本球界では「ディアントーナ」では長いため「デントナ」表記にされた。

## 経歴

### プロ入り前
ウェイクフォレスト大学では通算で打率.354、58本塁打という成績を残した。
2003年にはACCで長打率、本塁打、打点の3部門でトップになった。

### プロ入りとダイアモンドバックス時代
2003年のMLBドラフト2巡目でアリゾナ・ダイヤモンドバックスから指名されて入団。
この年は1Aヤキマでプレー、70試合で15本塁打を放った。またショートシーズン1Aオールスターとノースウェスト・リーグオールスターに選出された。
2004年は1Aランカスターでプレーし打率.315と結果を残し、シーズン終盤には2Aエルパソに昇格した。
2005年は2Aテネシーでプレーしたものの、打率.249・9本塁打と低迷した。
2006年は再びテネシーで過ごしたが打率.312と復調した。
2007年には3Aツーソンに昇格した。
2008年は正三塁手として開幕2か月半で4割近い打率を残し、オールスター・フューチャーズゲームに選出され、3Aのホームランダービーではトリプルオーバータイムの末にデトロイト・タイガース傘下のマイク・ヘスマンとの対決を制した。その後メジャー初昇格し、7月22日にメジャーデビュー。初打席でメジャー初ヒットを放った。再びマイナーに降格したものの9月のロースター拡大時に再び昇格を果たした。同年はリーグ2位の打率.365、21本、79打点の好成績をマーク。
オフに日本の3球団が競合したが、かつてヤクルトでプレーをしたジャック・ハウエルが、アリゾナ・ダイヤモンドバックスのフィールド・コーディネーターを務めていた縁もあり、移籍を決意した。

### ヤクルト時代
2008年11月24日にアリゾナ・ダイヤモンドバックスはデントナの放出と東京ヤクルトスワローズへの移籍を発表し、11月28日にヤクルトが獲得を発表した。
2009年は春季キャンプ開始直後に一軍キャンプに帯同していたが、来日前に手術した膝の回復が遅れたため暫くは試合にも出ず調整を行っていたが、オープン戦終盤に一軍に合流。出場数こそ少なかったが打率.464の成績を残した。三塁手に宮本慎也が定着しているというチーム事情や昨季3Aでの三塁守備率が.904という守備難もあり、ヤクルトでは一塁手としての起用となった。開幕戦から4番に定着、開幕数試合こそ打ちまくったもののすぐに日本野球への順応に苦しみ始める。ストレートに振り遅れ変化球に対応できないという状況が続き、一時は打率を.230台まで下げ、打順も7番にまで落とすなど不振を極めた。しかし交流戦中盤頃から調子を上げ、交流戦6月20日の西武戦でNPB移籍初のサヨナラ打を放ち、さらに7月は月間打率.416という活躍で7月の月間MVPを獲得した。しかし8月12日の横浜戦で左太もも裏の肉離れを発症し、翌日から登録抹消となる。8月29日に1軍に復帰するも、左太もも裏が完治していないこともあり7月のような活躍をみせることはできなかった。しかし最終的に打率.276・21HR・83打点を記録、試合を決める一打やホームランを多く打ちチームに大きく貢献した。また、クライマックス・シリーズ第一戦の中日戦では逆転となるホームランを放ち、この試合の勝利に貢献した。不安視されていた守備は連携プレーでミスをみせることもあったが、捕球面は体の柔らかさを生かしたグラブさばきをみせた。
2010年は開幕当初こそ打ちまくったものの4月以降は極度の不振に陥り、更に途中加入のジョシュ・ホワイトセルの活躍によってスタメンを外れ代打に回ることが多くなった。7月には一時登録を抹消され、シーズン終盤には出場機会を増やすために外野守備に挑戦するなどしたが、最終的に99試合に出場し打率.245・15本塁打・50打点という成績でチームの前半戦低迷の一因にもなった。また対左投手の打率が.360なのに対し、対右では.175と右投手に大しては極端に相性が悪かった。翌年以降の契約については監督の小川淳司がホワイトセルとの併用という形での残留を希望するなど去就が注目されたが、11月18日にヤクルトは右打者の新外国人・ウラディミール・バレンティンを獲得、同時にデントナとは来季の契約を結ばないと発表した。

### マーリンズ傘下時代
2011年1月12日、フロリダ・マーリンズとマイナー契約を結んだが、同年2月17日に解雇された。

## 選手としての特徴
ヤクルトでは一塁手だが、マイナー時代の2006-2008年には捕手として31試合の出場経験があり、監督（当時）の高田繁は不測の事態の場合にデントナを捕手として起用することを表明していた。本人も了解しており、自主的に捕手の守備練習もしている。

## 詳細情報

### 年度別打撃成績
| 年 度    | 球 団    | 試 合 | 打 席 | 打 数 | 得 点 | 安 打 | 二 塁 打 | 三 塁 打 | 本 塁 打 | 塁 打 | 打 点 | 盗 塁 | 盗 塁 死 | 犠 打 | 犠 飛 | 四 球 | 敬 遠 | 死 球 | 三 振 | 併 殺 打 | 打 率 | 出 塁 率 | 長 打 率 | O P S |
| -------- | -------- | ----- | ----- | ----- | ----- | ----- | -------- | -------- | -------- | ----- | ----- | ----- | -------- | ----- | ----- | ----- | ----- | ----- | ----- | -------- | ----- | -------- | -------- | ----- |
| 2008     | ARI      | 18    | 19    | 17    | 2     | 3     | 0        | 0        | 0        | 3     | 1     | 0     | 0        | 0     | 0     | 2     | 0     | 0     | 4     | 0        | .176  | .263     | .176     | .440  |
| 2009     | ヤクルト | 118   | 428   | 391   | 39    | 108   | 19       | 0        | 21       | 190   | 83    | 0     | 0        | 0     | 5     | 30    | 2     | 2     | 110   | 10       | .276  | .327     | .486     | .813  |
| 2010     | ヤクルト | 99    | 333   | 294   | 33    | 72    | 17       | 0        | 15       | 134   | 50    | 0     | 0        | 0     | 6     | 32    | 0     | 1     | 99    | 9        | .245  | .315     | .456     | .771  |
| MLB：1年 | MLB：1年 | 18    | 19    | 17    | 2     | 3     | 0        | 0        | 0        | 3     | 1     | 0     | 0        | 0     | 0     | 2     | 0     | 0     | 4     | 0        | .176  | .263     | .176     | .440  |
| NPB：2年 | NPB：2年 | 217   | 761   | 685   | 72    | 180   | 36       | 0        | 36       | 324   | 133   | 0     | 0        | 0     | 11    | 62    | 2     | 3     | 209   | 19       | .263  | .322     | .473     | .795  |

### 年度別守備成績
| 年 度 | 球 団    | 一塁(1B) | 一塁(1B) | 一塁(1B) | 一塁(1B) | 一塁(1B) | 一塁(1B) | 外野  | 外野  | 外野  | 外野  | 外野  | 外野     |
| 年 度 | 球 団    | 試 合    | 刺 殺    | 補 殺    | 失 策    | 併 殺    | 守 備 率 | 試 合 | 刺 殺 | 補 殺 | 失 策 | 併 殺 | 守 備 率 |
| ----- | -------- | -------- | -------- | -------- | -------- | -------- | -------- | ----- | ----- | ----- | ----- | ----- | -------- |
| 2008  | ARI      | 2        | 7        | 2        | 0        | 2        | 1.000    | -     | -     | -     | -     | -     | -        |
| 2009  | ヤクルト | 96       | 746      | 57       | 8        | 62       | .990     | -     | -     | -     | -     | -     | -        |
| 2010  | ヤクルト | 71       | 563      | 40       | 2        | 40       | .997     | 3     | 5     | 0     | 0     | 0     | 1.000    |
| MLB   | MLB      | 2        | 7        | 2        | 0        | 2        | 1.000    | -     | -     | -     | -     | -     | -        |
| NPB   | NPB      | 167      | 1309     | 97       | 10       | 102      | .993     | 3     | 5     | 0     | 0     | 0     | 1.000    |

### 表彰
NPB
- 月間MVP：1回（2009年7月）

### 記録
NPB
- 初出場・初先発出場：2009年4月3日、対阪神タイガース1回戦（京セラドーム大阪）、4番・一塁手として先発出場
- 初安打：同上、6回表に安藤優也から左中間へ二塁打
- 初打点：2009年4月5日、対阪神タイガース3回戦（京セラドーム大阪）、1回表に福原忍から中前適時打
- 初本塁打：同上、5回表に福原忍から中越2ラン

### 背番号
- 21（2008年）
- 4（2009年 - 2010年）